# Валя-Лозней
Валя-Лозней (рум. Valea Loznei) — село у повіті Селаж в Румунії. Входить до складу комуни Лозна.
Село розташоване на відстані 373 км на північний захід від Бухареста, 34 км на схід від Залеу, 54 км на північ від Клуж-Напоки.

## Населення
За даними перепису населення 2002 року у селі проживали 253 особи, з них 252 особи (99,6%) румунів. Рідною мовою 252 особи (99,6%) назвали румунську.